# Prof T.
Prof T. è una miniserie televisiva francese creata e sceneggiata da Elsa Marpeau. È il remake della serie belga del 2015 Professor T.. È stata trasmessa dall'8 al 22 dicembre 2016 sul canale belga di RTBF La Une, poi in Svizzera dal 3 al 17 febbraio 2018 su RTS Un e in Francia dall'8 al 22 febbraio 2018 su TF1.
In Italia, la miniserie è inedita.

## Trama
Julien Tardieu, conosciuto come Prof T., è un noto professore di criminologia all'università. Prof T. è una persona asociale, soffre del disturbo ossessivo-compulsivo ed è ossessionato dalla pulizia, a causa di un trauma sofferto in giovane età. Una delle sue ex studentesse, Lise Doumère, che è diventata un tenente della polizia, lo chiama a risolvere una serie di crimini che scuotono la città. Nonostante il suo carattere odioso e i suoi metodi, che creano relazioni tempestose con il suo entourage, la sua conoscenza accademica e l'intuizione infallibile aiutano la polizia ad andare oltre le apparenze ingannevoli per risolvere gli enigmi.

## Puntate
| n° | Titolo originale    | Titolo italiano | Prima TV Belgio  | Prima TV Italia |
| -- | ------------------- | --------------- | ---------------- | --------------- |
| 1  | À travers le miroir |                 | 8 dicembre 2016  | inedita         |
| 2  | Le Visage du tueur  |                 | 8 dicembre 2016  | inedita         |
| 3  | L'Esprit d'équipe   |                 | 15 dicembre 2016 | inedita         |
| 4  | Alter ego           |                 | 15 dicembre 2016 | inedita         |
| 5  | L'Âge tendre        |                 | 22 dicembre 2016 | inedita         |
| 6  | L'Origine du monde  |                 | 22 dicembre 2016 | inedita         |

## Produzione
La miniserie è stata realizzata con il supporto della regione Paesi della Loira. È stata girata all'università di Nantes, in diversi siti sull'isola di Nantes e nel suo centro urbano.